# (7866) Sicoli
(7866) Sicoli – planetoida z pasa głównego asteroid okrążająca Słońce w ciągu 3 lat i 287 dni w średniej odległości 2,43 j.a. Została odkryta 13 października 1982 roku w Lowell Observatory (Anderson Mesa Station) przez Edwarda Bowella. Nazwa planetoidy pochodzi od Piero Sicoliego (ur. 1954), włoskiego astronoma amatora. Przed nadaniem nazwy planetoida nosiła oznaczenie tymczasowe (7866) 1982 TK.